# ジャヴァ (ダンス)
ジャヴァ（Java）は、20世紀初頭にフランスで発展した舞踊。その名前の由来は定かではない。おそらくはマズルカから発展し、主にバル・ミュゼットにより伴奏される。
速いワルツで、踊り手の間は非常に近づいている。実際にダンスの際に男性がパートナーの臀部に手を添えることもある。もちろんきちんとしたダンスホールではそれは禁止されていた。